# Моя прекрасная (Индианаполис)
«Моя прекрасная» (фр. Ma Jolie) — картина Пабло Пикассо периода синтетического кубизма, созданная в 1914 году. Написана маслом на холсте. Находится в Художественном музее Индианаполиса, (США). Размер — 54,1 × 65 см.
«Ma Jolie» была популярной французской песенкой с припевом: «O Manon, ma jolie, mon coeur te dit bonjour» (О Манон, моя прекрасная, мое сердце говорит тебе привет). В начале XX века она часто звучала в мюзик-холлах и кабаре Парижа. Это произведение Пикассо ассоциировал с Евой Гуэль, которую он с нежностью называл Ma Jolie. Отражая свою любовь к Еве, Пикассо вписал коричневым шрифтом название песенки в свою кубистическую композицию. На фоне нот, выделенных зелёным цветом, художник изобразил перекрывающие друг друга геометрические плоскости, окружности, дуги и линии, в которых угадываются гитара, флейта, чашки и бутылки, показанные одновременно с разных точек зрения. Слева от гитары на фоне светлой бутылки тёмно-серым цветом отображён плоский прямоугольный предмет с надписью «BASS», почти совпадающий с силуэтом бутылки. Верх предмета похож на гриф гитары или скрипки. Возможно, таким образом Пикассо подчеркнул сходство бутылки с музыкальным инструментом. В нижней части композиции лежит сложенная газета с крупным заголовком. Обрезанная сверху часть шрифта не позволяет прочитать слово. Пикассо использует ограниченную цветовую палитру, чтобы сосредоточить внимание на изломанных и перекрывающих друг друга предметах. 
Сразу после создания произведения в 1914 году его приобрёл арт-дилер Пикассо Даниель Анри Канвейлер. В 1961 году, сменив нескольких владельцев, картина стала частью постоянной коллекции Художественного музея Индианаполиса по завещанию миссис Джеймс Уильям Феслер (Каролины Мармон Феслер), мецената и коллекционера произведений искусства из Индианаполиса.